# شيري هوارد
شيري هوارد (بالإنجليزية: Sherri Howard)‏ هي منافسة ألعاب القوى وممثلة أمريكية، ولدت في 1 يونيو 1962 في الولايات المتحدة.

## أعمال

### أفلام
- (2002) الملك العقرب[5][6][7]

## وصلات خارجية
- شيري هوارد على موقع الاتحاد الدولي لألعاب القوى (الإنجليزية)
- شيري هوارد على موقع اللجنة الأولمبية الدولية (الإنجليزية)
- شيري هوارد على موقع أوليمبيديا (الإنجليزية)

- شيري هوارد على موقع IMDb (الإنجليزية)
- شيري هوارد على موقع قاعدة بيانات الفيلم (الإنجليزية)